# Yaylayaka, Kadınhanı
Yaylayaka là một xã thuộc huyện Kadınhanı, tỉnh Konya, Thổ Nhĩ Kỳ. Dân số thời điểm năm 2011 là 40 người.